# Álvaro Pérez de Castro el Castellano

Emblema de la Orden de Calatrava, en la que Álvaro Pérez de Castro ingresó como familiar en 1204.

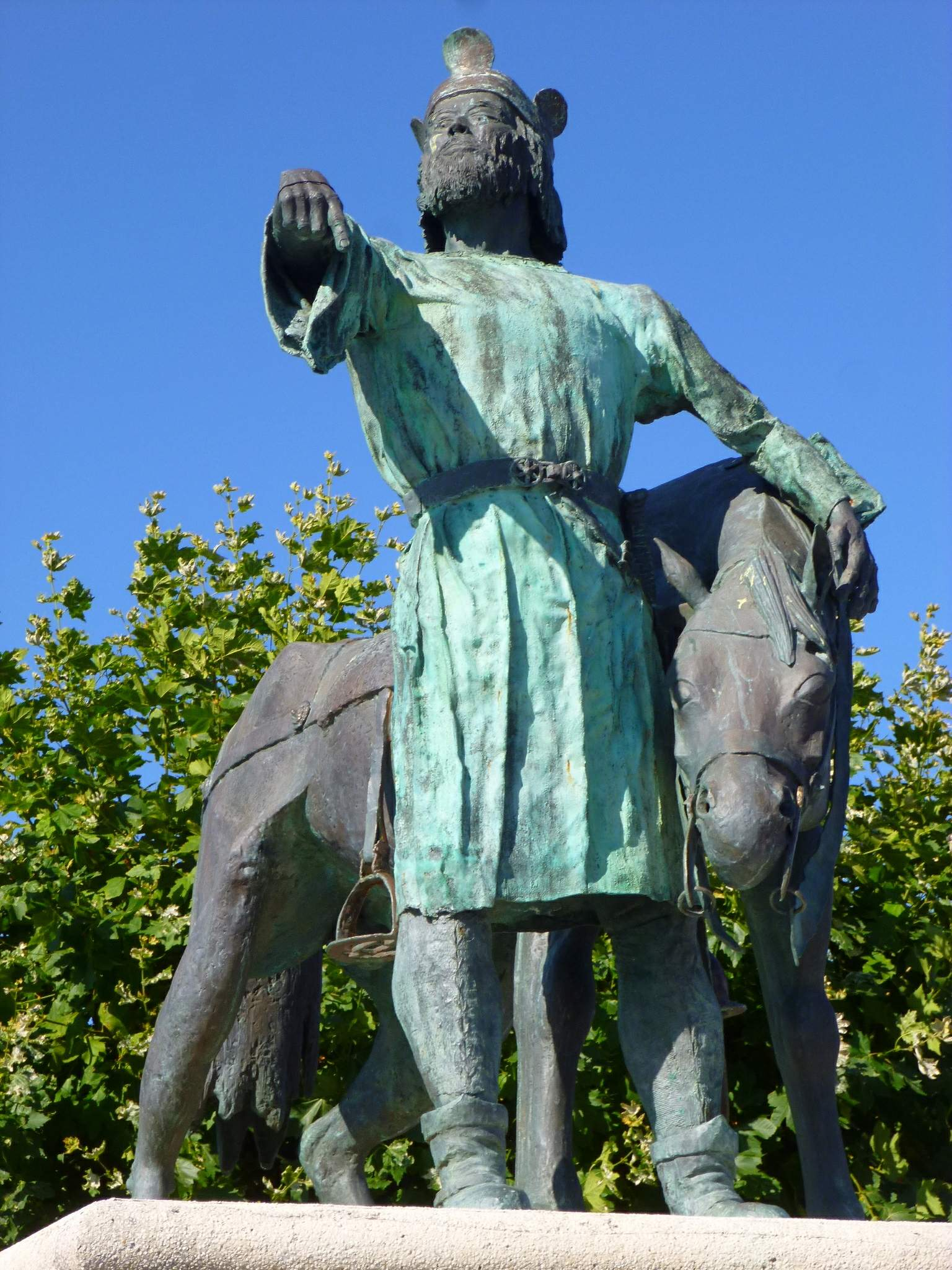
Alfonso IX de León.

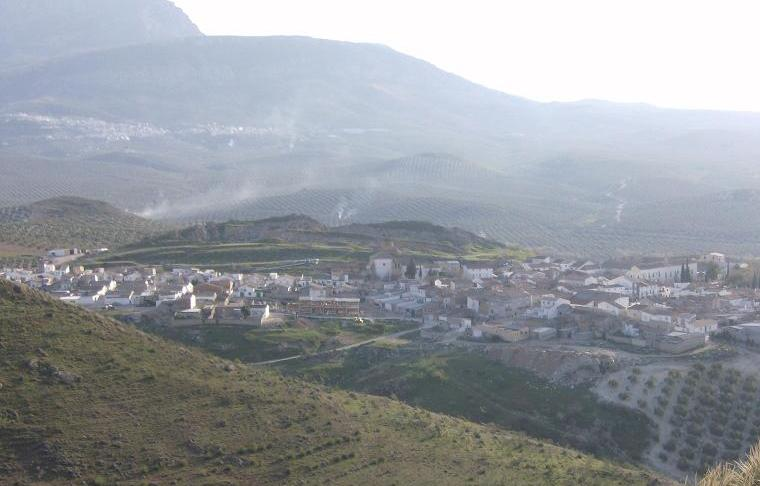
Vista de Garcíez.

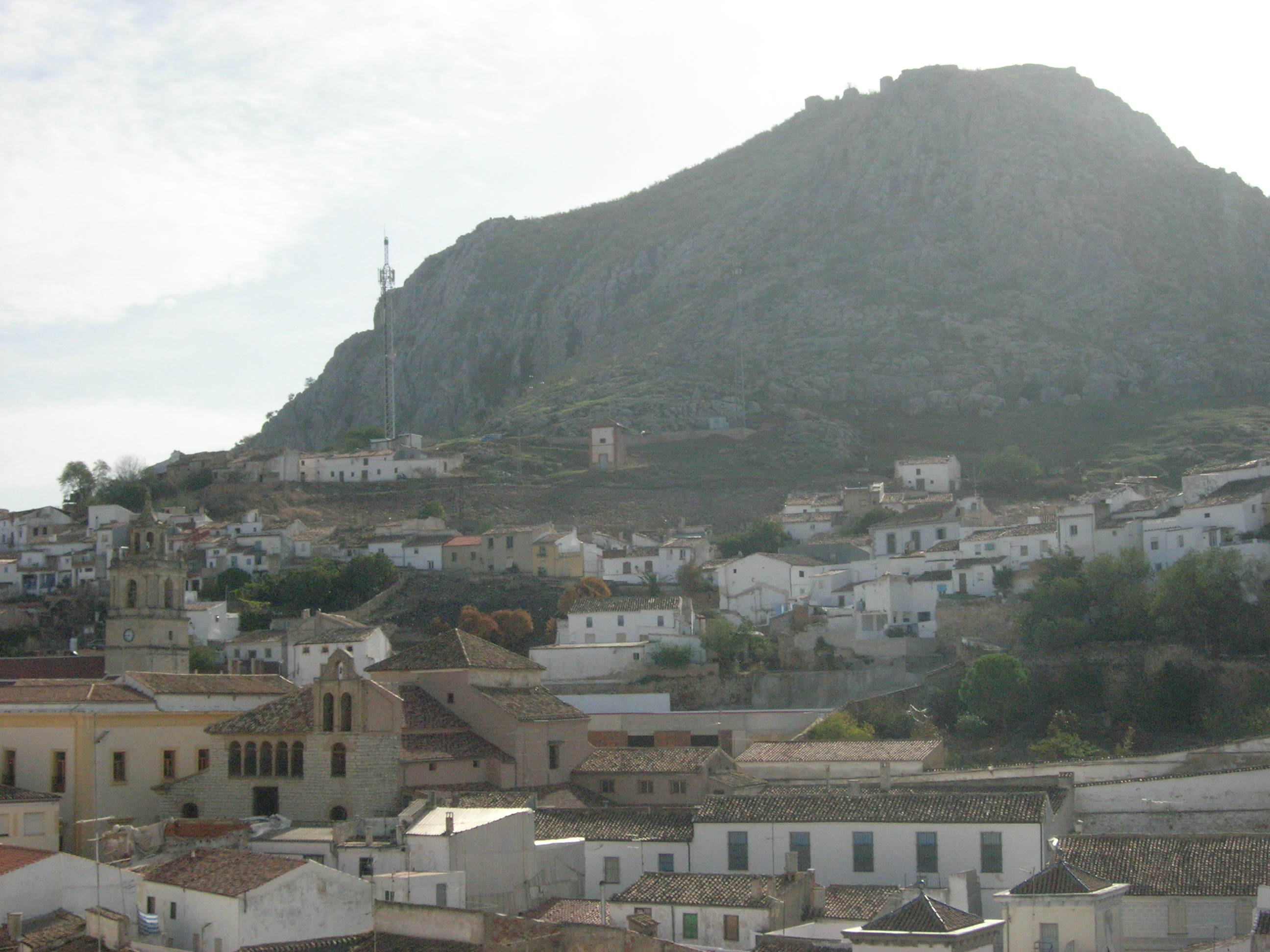
Fotografía de la Peña de Martos, cuya localidad fue sitiada por los musulmanes en 1227.

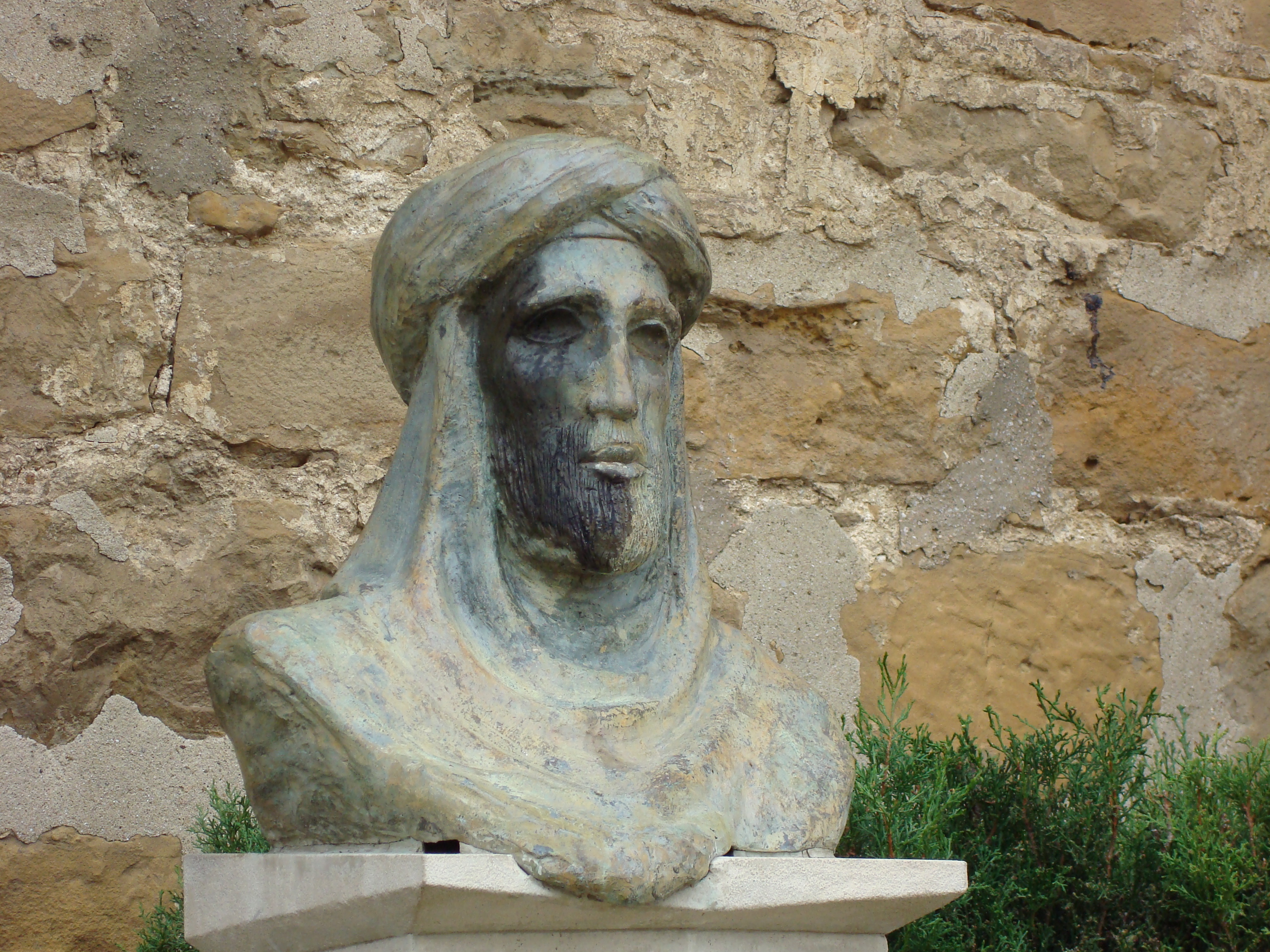
Busto de Muhammad ibn Nasr en Arjona, más conocido como Ibn al-Aḥmar, castellanizado Alhamar.

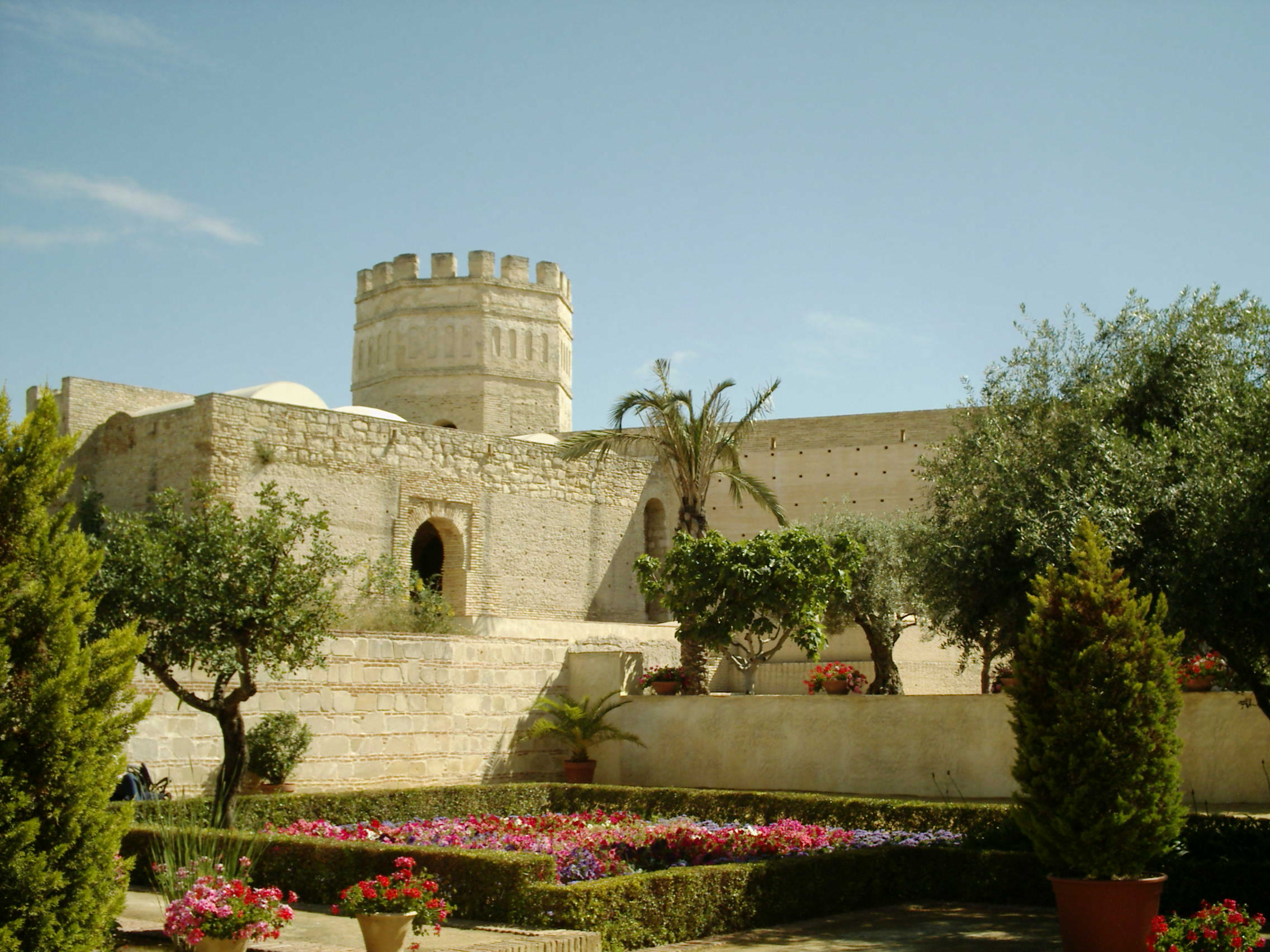
Vista del Alcázar de Jerez de la Frontera. La batalla de Jerez, librada en 1231, supuso la derrota de las tropas del rey taifa de Sevilla.

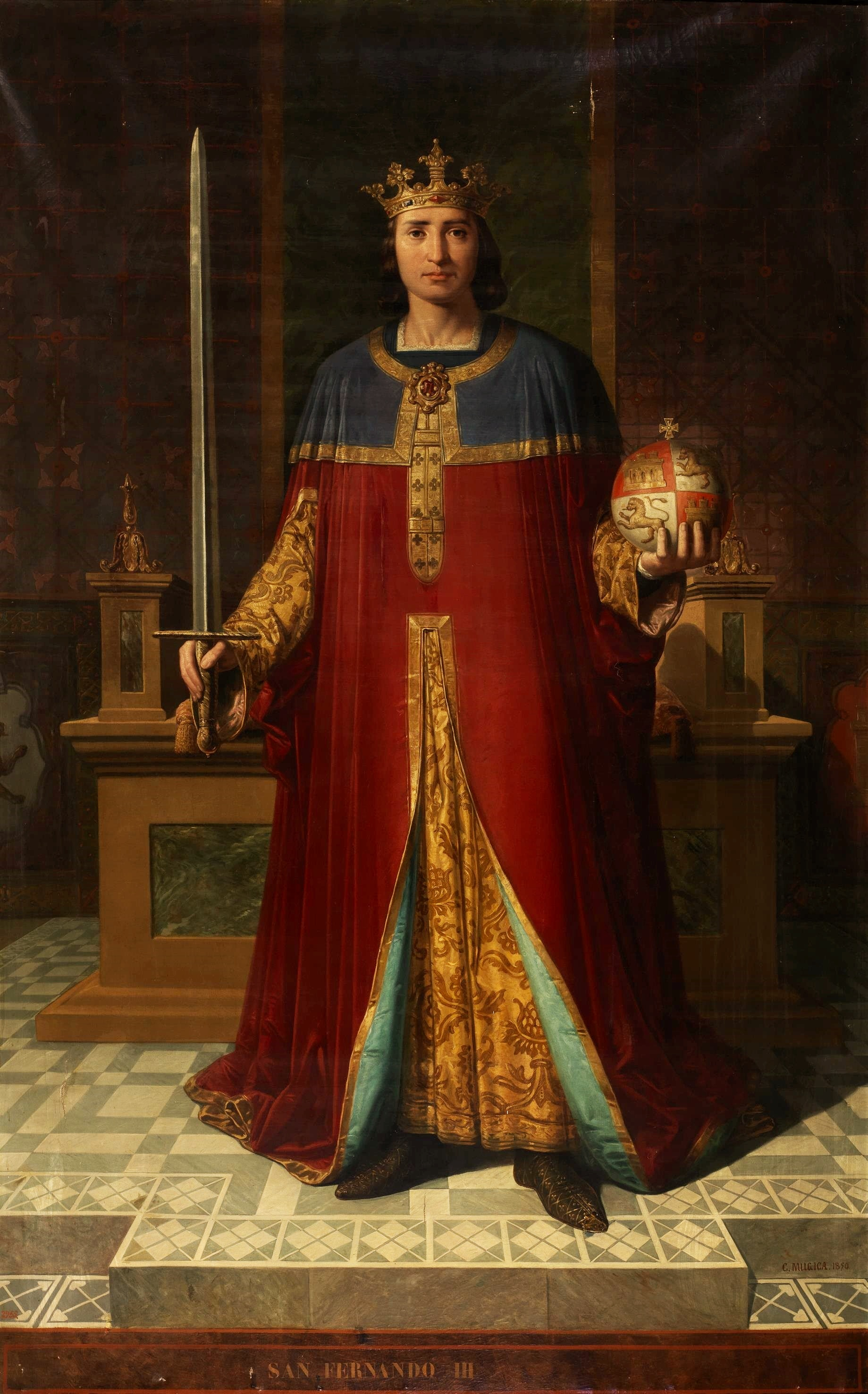
Retrato imaginario de Fernando III el Santo, de Carlos Múgica y Pérez. 1850. (Museo del Prado, Madrid). La ciudad de Córdoba fue conquistada por las tropas de Fernando III en 1236.

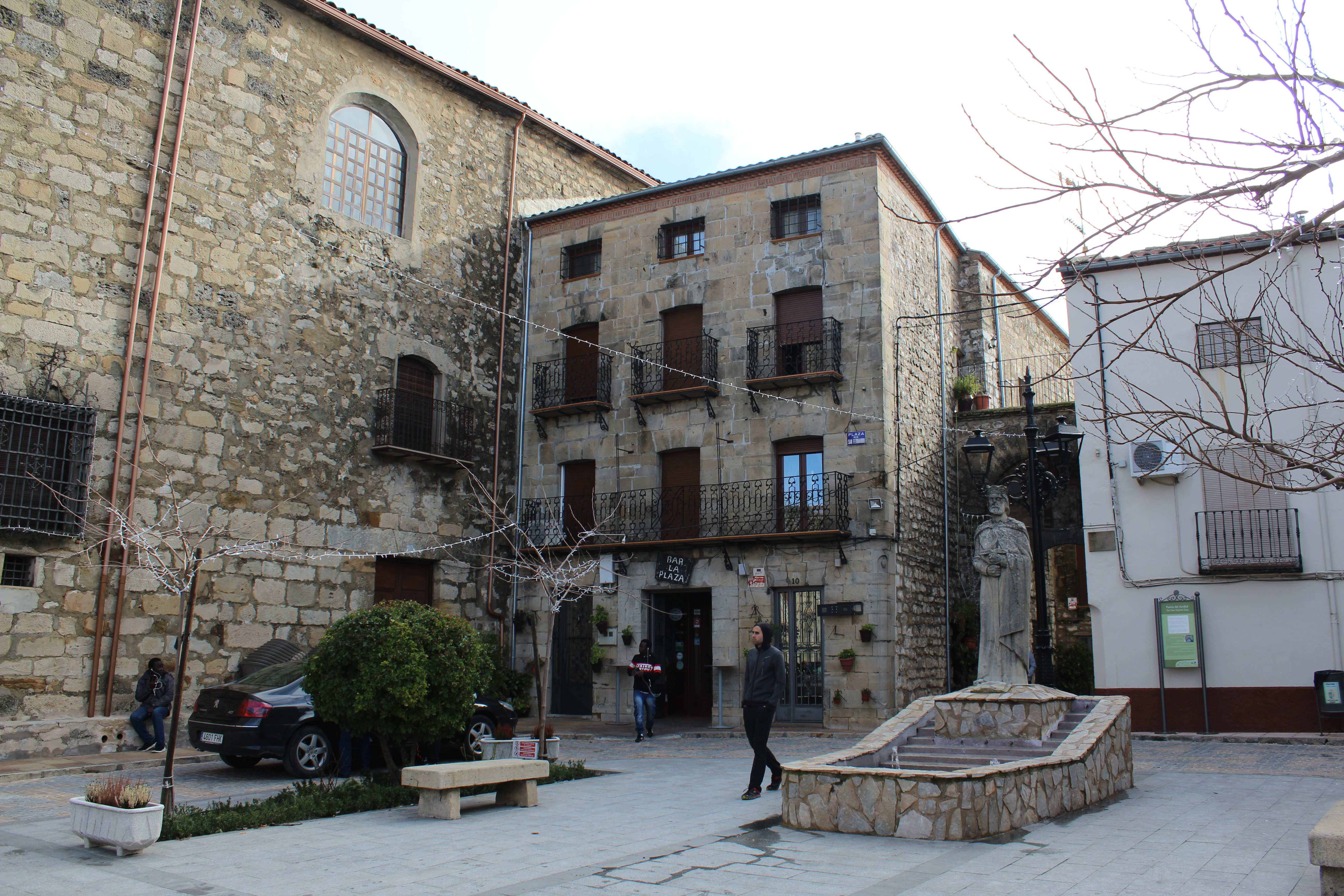
Vista de la plaza en honor a Fernando III el Santo en Iznatoraf.

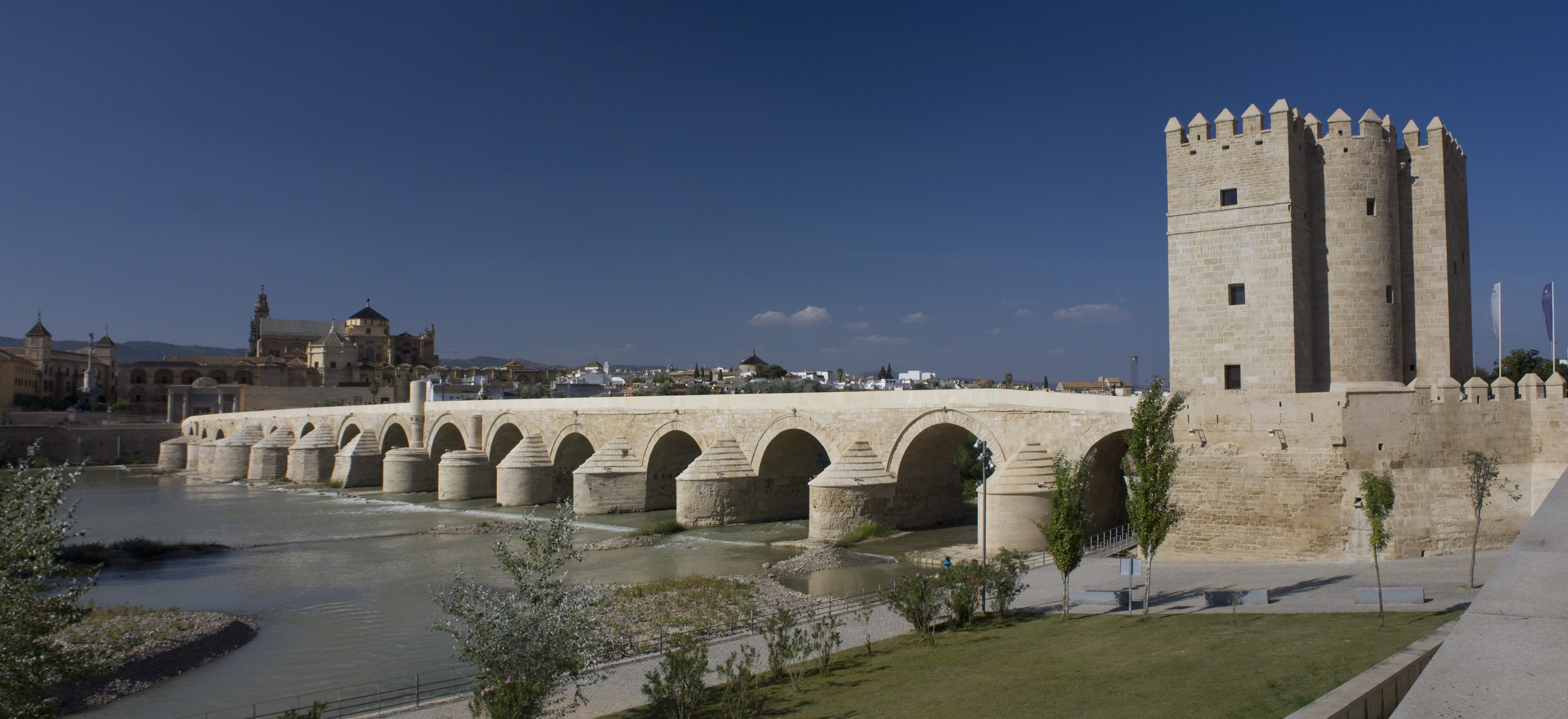
Torre de la Calahorra y Puente Romano de Córdoba. La ciudad de Córdoba padeció una hambruna en el año 1238.

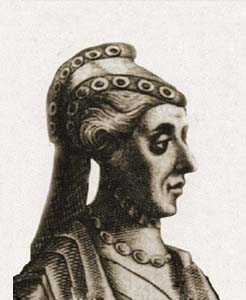
Doña Mencía López de Haro, segunda esposa de Don Álvaro.

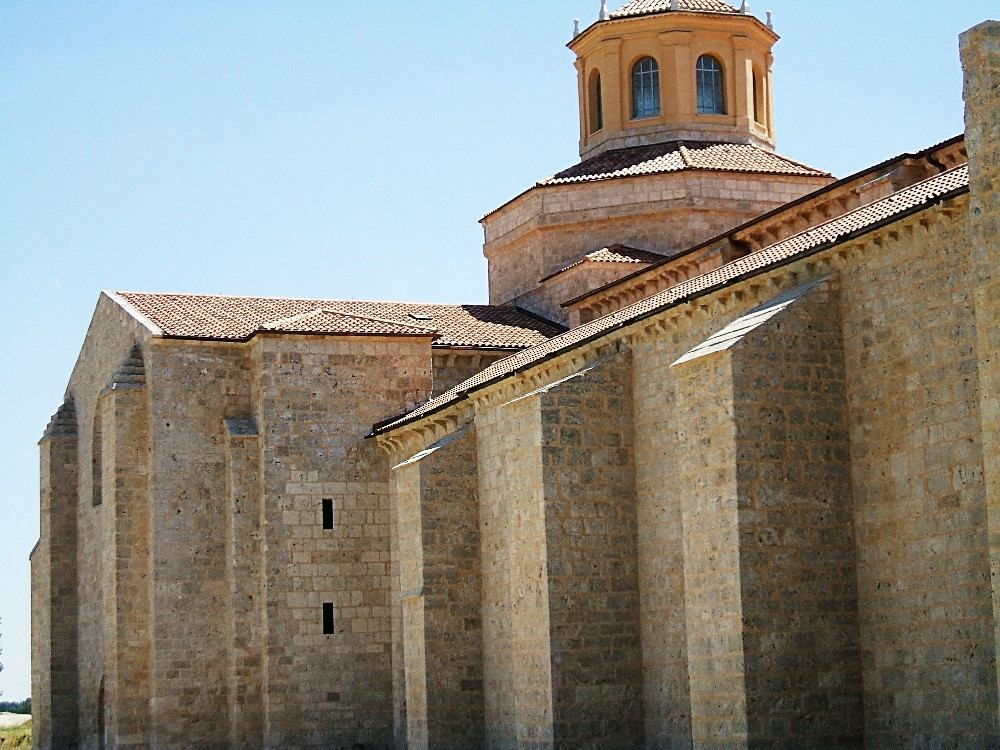
Monasterio de Santa María de Valbuena, lugar de descanso de Don Álvaro Pérez de Castro.

Álvaro Pérez de Castro «el Castellano» (m. Orgaz, 1240) fue un noble castellano, hijo de Pedro Fernández de Castro el Castellano, señor de la Casa de Castro, y de Jimena Gómez, hija de Gómez González de Manzanedo. Señor de la Casa de Castro y conde de Urgel por su matrimonio con Aurembiaix de Urgel, hija de Armengol VIII de Urgel, desempeñó los cargos de alférez del rey y mayordomo mayor del rey Alfonso IX de León. Posteriormente, fue el representante del rey Fernando III de Castilla en la ciudad de Córdoba, en cuya conquista tomó parte en 1236.
Fue bisnieto del rey Alfonso VII de León.

## Orígenes familiares
Fue hijo de Pedro Fernández de Castro el Castellano, señor de la Casa de Castro, y de su esposa Jimena Gómez. Por parte paterna eran sus abuelos Fernando Rodríguez de Castro el Castellano, señor de la Casa de Castro y del Infantado de León, y su esposa Estefanía Alfonso la Desdichada, hija ilegítima de Alfonso VII de León. Sus abuelos maternos fueron Gómez González de Manzanedo, alférez del rey Sancho III de Castilla, y mayordomo mayor de los reyes Sancho III, Fernando II de León y Alfonso VIII de Castilla, y su esposa Milia Pérez de Lara, hija del conde Pedro González de Lara. Fue hermano de Elo Pérez de Castro y de Estefanía Pérez de Castro, siendo esta última la única de sus hermanas que permaneció soltera, según consta en los documentos de la época.

## Biografía
En 1204 su padre, Pedro Fernández de Castro ingresó como familiar en la Orden de Calatrava, junto a su esposa Jimena Gómez, y sus hijos Álvaro Pérez de Castro y Elo Pérez de Castro. En 1212, año de la batalla de las Navas de Tolosa, contrajo matrimonio con la condesa Aurembiaix de Urgel, hija del difunto conde Armengol VIII de Urgel y de Elvira Pérez de Lara, y que en el año 1209 había sido prometida en matrimonio al infante Jaime de Aragón, que llegaría a reinar como Jaime I de Aragón, pasando a convertirse en conde consorte de Urgel. Su padre, Pedro Fernández de Castro, falleció en 1214, mientras se hallaba en el reino de Marruecos, y fue sepultado en el monasterio de Santa María de Valbuena donde posteriormente fueron enterrados dos de sus hijos, Álvaro Pérez de Castro y Elo Pérez de Castro.
En 1221 y 1222 Álvaro Pérez de Castro desempeñó el cargo de alférez del rey Alfonso IX de León, y en 1223 desempeñó el cargo de mayordomo mayor del rey Alfonso IX de León, habiendo sido precedido en este último cargo por Fernando Fernández de Cabrera y siendo sucedido en el mismo por el infante Pedro de Portugal, hijo del rey Sancho I de Portugal.

### La campaña de 1225 y la tenencia de Andújar y Martos
En 1225, Álvaro Pérez de Castro, leal a los musulmanes, participó junto con 160 caballeros cristianos en la defensa de la ciudad de Jaén, que fue sitiada por Fernando III de Castilla, quien no pudo conquistar la ciudad por la carencia de máquinas de asedio..
En 1225, tras la conquista de la ciudad de Loja por los castellanos, Fernando se dirigió a devastar la Vega de Granada, pero Álvaro Pérez de Castro actuó de mediador entre los cristianos y los granadinos, logrando que Fernando III suspendiese los ataques, siéndole entregados entonces al rey 1.300 cautivos cristianos que se hallaban en manos de los granadinos. Después de alcanzar dicho acuerdo, Álvaro Pérez de Castro recuperó el favor del rey Fernando III y retornó junto a él hacia tierras castellanas.
En 1225, al-Bayyasi, emir de Baeza entregó a Fernando, entre otros, el castillo de Andújar y los castillos de la Peña y el de la Villa en Martos, aunque algunos autores sostienen que dicha entrega fue realizada en otro momento, encomendando a continuación el rey la tenencia, cuyas rentas ascendían a 50.000 maravedís alfonsíes, de las fortalezas de Andújar y Martos a Álvaro Pérez de Castro, al tiempo que en la zona se asentaban tropas de las Órdenes de Santiago y Calatrava, pasando a convertirse la localidad de Martos en el centro del dispositivo cristiano de defensa en la zona.
Desde que fue entregada al rey Fernando III, la localidad de Andújar se convirtió en el punto de reunión de los ejércitos cristianos que combatían al sur de Sierra Morena, y Álvaro Pérez de Castro desempeñó la tenencia de las fortalezas de Martos y Andújar entre el 5 de septiembre de 1225 y el 16 de enero de 1227, fecha en la que deja de aparecer como tenente de dichas fortalezas en los documentos regios. Desde el momento en que tomó posesión de la tenencia de ambas fortalezas, Álvaro Pérez de Castro comenzó a realizar incursiones de devastación y saqueo en las tierras que rodeaban sus castillos y que permanecían leales al gobernador almohade de Sevilla, quien reunió un ejército con tropas reclutadas en Córdoba, Sevilla, Jerez de la Frontera y Tejada, y que fue derrotado por Álvaro Pérez de Castro en una batalla campal en la que ocasionó graves pérdidas a los almohades, lo que motivó que la mayoría de las villas situadas entre Sevilla y Córdoba, a fin de evitar los ataques cristianos, reconociesen a al-Bayyasi como a su señor, pues era aliado del rey de Castilla.
Poco después de la victoria de Álvaro Pérez de Castro en dicha batalla campal, los musulmanes sitiaron y tomaron el castillo de Garcíez, en el que se hallaba un caballero llamado Martín Gordillo, a pesar de que Álvaro Pérez de Castro acudió en su socorro. Pero no llegó a tiempo de impedir que fuera ocupada por los almohades, lo que provocó que Fernando III, acompañado por varios magnates y prelados de su reino se dirigiese hacia Andújar, lo que sorprendió a Álvaro Pérez de Castro, que se hallaba en la ciudad de Córdoba en compañía del al-Bayyasi.
Una vez reunidos el emir de Baeza y Fernando III en Andújar, acordaron que el al-Bayyasi entregaría al soberano castellano otros tres castillos, y que hasta que le fuesen entregados, el castillo de Baeza sería ocupado por tropas castellanas, instalándose en él a continuación los maestres de las Órdenes de Santiago y de Calatrava, y mientras tanto Fernando III asedió la localidad de Capilla, situada en la actual provincia de Badajoz, al tiempo que, en el mes de julio de 1226, el al-Bayyasi, conocido como "el Baezano", era decapitado por traición por los almohades en la localidad cordobesa de Almodóvar del Río.
La ejecución del al-Bayyasi provocó que el señor de Jaén atacase la guarnición cristiana que se hallaba en el alcázar de Baeza, la cual resistió en el interior del alcázar, a pesar de que los musulmanes dominaban el resto de la ciudad. A pesar de ello, el señor de Jaén, temeroso de que acudiesen a la zona refuerzos cristianos, abandonó la ciudad sin haber sitiado el alcázar, provocando con ello que la población musulmana de las localidades de Baeza, Martos y Andújar, entre otras, abandonasen sus ciudades a finales de 1226, quedando desocupada Baeza de musulmanes en el segundo semestre de ese año.
En 1227 Fernando III de Castilla nombró a Lope Díaz de Haro tenente de Baeza. Los primeros pobladores cristianos comenzaron a llegar a las localidades de Baeza, Andújar y Martos, al tiempo que en esta última la tenencia de Álvaro Pérez de Castro se vio reforzada por la presencia de Tello Alfonso de Meneses, hijo de Alfonso Téllez de Meneses y sobrino de Tello Téllez de Meneses, obispo de Palencia.

### El sitio de Martos (1227)
En el primer semestre de 1227, hallándose fuera de Martos tanto Álvaro Pérez de Castro como Tello Alfonso de Meneses, pues este último se encontraba avituallándose en las localidades cordobesas de Lucena, Baena y Castro del Río, la localidad de Martos fue atacada por las tropas musulmanas del reino de Sevilla, lo que provocó el temor de Tello Alfonso de Meneses, que sabía que la ciudad de Martos no se hallaba en condiciones de ofrecer una resistencia prolongada al enemigo.
Por ello, a pesar de que la localidad estaba cercada, logró introducirse en ella junto con la mayor parte de sus tropas y resistir en la ciudad, a pesar de que el castillo de la Peña de Martos, situado en la cumbre de la Peña que domina la localidad, había sido ocupado por los musulmanes. Según la Crónica de Castilla y otras crónicas de la época, Álvaro Pérez de Castro había dejado a don Tello con 50 caballeros, pero este dejó la plaza con todas las tropas disponibles para realizar una incursión. El caudillo musulmán Alhamar de Arjona (futuro primer rey nazarí de Granada) lo supo de inmediato y decidió aprovechar aquella circunstancia favorable para apoderarse de Martos. 
Entonces la condesa Aurembiaix de Urgel, esposa de Álvaro Pérez de Castro, que se encontraba en Martos a pesar de que su esposo se hallaba en Toledo junto al rey Fernando III, envió recado a don Tello para que regresase a toda prisa. Mientras tanto tuvo que recurrir al expediente desesperado de ordenar a las mujeres que se quitasen sus tocas y empuñasen las armas (En una plaza tomada por asalto, las mujeres son parte del botín). En contra de leyendas y distorsiones posteriores, la condesa no intentó engañar al enemigo fingiendo que sus mujeres eran hombres. Alhamar de Arjona sabía a ciencia cierta que Martos estaba desguarnecido, pero al acudir a toda prisa no llevó consigo máquinas de asedio, de manera que rodeo Martos sin asaltarlo de inmediato. Poco después llegó Tello Alfonso de Meneses, que vaciló al ver el número de enemigos, pero un caballero llamado Diego Pérez de Machuca le incitó a actuar y lanzaron una carga que logró cruzar las líneas enemigas, no sin sufrir bajas. Es erróneo atribuirle la defensa de Martos a Mencia López de Haro, pues esta mujer no se casó con Álvaro Pérez de Castro hasta muchos años después.
Poco después acudió a socorrer la localidad sitiada Gonzalo Yáñez, hijo del conde Gómez, acompañado de setenta caballeros, al tiempo que el rey Fernando III ordenaba a Álvaro Pérez de Castro, a Alfonso Téllez de Meneses y a los maestres de las Órdenes de Santiago y Calatrava que acudiesen junto con sus mesnadas en socorro de la localidad sitiada, que se vio así libre del asedio musulmán cuando las tropas de Álvaro Pérez de Castro y sus acompañantes rompieron el cerco, obligando a huir a los musulmanes sevillanos, que no obtuvieron ninguna ganancia territorial con la empresa. El 8 de diciembre de 1228, un año después del asedio, la localidad de Martos fue entregada a la Orden de Calatrava por el rey Fernando III de Castilla, lo que pudo estar motivado por el cerco al que había sido sometida la localidad en el año anterior.
Durante la campaña emprendida por el rey de Castilla contra Jaén en 1228, a pesar del propósito inicial de combatir al reino de Sevilla, Álvaro Pérez de Castro no pudo acompañar al rey por hallarse enfermo, siendo probable que entonces comenzase la repoblacíón de la localidad de Andújar, llevada a cabo por el rey Fernando III.
Dos años después, en 1230, Álvaro Pérez de Castro acompañó a Fernando III, que tuvo que abandonar el Asedio de Jaén (1230), cuando se dirigía a tomar posesión del reino de León, pues había fallecido su padre, el rey Alfonso IX de León, pasando con ello a reunificarse los reinos de Castilla y León en la persona de Fernando III.

### Campaña en Andalucía y batalla de Jerez (1231)
En 1231, mientras Fernando III recorría las principales ciudades del reino de León después de haber tomado posesión del mismo, el soberano envió a su hijo, el infante Alfonso, que contaba nueve años de edad y se hallaba en Salamanca, a devastar los reinos musulmanes de Córdoba y Sevilla, acompañado por Álvaro Pérez de Castro y por el magnate Gil Manrique. No obstante, varios historiadores han señalado que el infante Alfonso al que se refieren las crónicas de la época no fue el hijo de Fernando III, sino su hermano, el infante Alfonso de Molina, hijo del difunto Alfonso IX de León. No obstante, según la versión que sostiene que el infante Alfonso presente en la batalla era en realidad el hijo del rey, Fernando III:

Mandó a don Alvar de Castro, el Castellano, que fuese con él, para guardar el infante y por cabdillo de la hueste, ca el infante era muy moço e avn non era tan esfforçado, e don Alvar Pérez era omne deferido e muy esforçado.

Desde Salamanca y pasando por Toledo, donde se les unieron cuarenta caballeros toledanos, se dirigieron hacia Andújar, y desde allí, se encaminaron a devastar la tierra de Córdoba, y posteriormente, al municipio cordobés de Palma del Río, donde exterminaron a todos sus habitantes y tomaron la localidad, dirigiéndose a continuación hacia el reino de Sevilla y hacia Jerez de la Frontera, donde instalaron el campamento cristiano en las cercanías del río Guadalete.
El emir Ibn Hud, que había reunido un numeroso ejército dividido en siete cuerpos, se interpuso con él entre el ejército cristiano y la ciudad de Jerez de la Frontera, obligando a los castellanos a combatir. Durante la batalla que se libró a continuación, conocida como la batalla de Jerez, los castellanos derrotaron a las tropas musulmanas, a pesar de la superioridad numérica de estos últimos. Alfonso X de Castilla se refirió posteriormente a la batalla de Jerez, librada en el año 1231, y en la que Álvaro Pérez de Castro acaudilló las huestes cristianas, del siguiente modo:

Conviene que sepades los que esta estoria oyredes que la cosa del mundo que más quebrantó a los moros, por que el Andaluzía ovieron a perder e la ganaron los christianos dellos, fue esta cabalgada de Xerez, ca de guisa fincaron quebrantados los moros, que non pudieron después auer el atreuimiento nin el esfuerço que ante avíen contra los christianos, tamaño fue el espanto e el miedo que tomaron desa vez.

Después de su victoria en la batalla de Jerez, Álvaro Pérez de Castro se dirigió al reino de Castilla y entregó al infante Alfonso a su padre el rey, que se hallaba en la ciudad de Palencia. En enero de 1233 la ciudad de Trujillo, que en el pasado había pertenecido a Pedro Fernández de Castro el Castellano y a Fernando Rodríguez de Castro el Castellano, padre y abuelo respectivamente de Álvaro Pérez de Castro, fue conquistada definitivamente por las tropas de la Orden de Santiago y del obispo de Plasencia, y varios meses después, en julio de 1233, la ciudad de Úbeda fue ocupada por las tropas de Fernando III de Castilla, después de varios meses de asedio.

### Conflictos con Fernando III de Castilla y conquista de Córdoba (1234-1236)
En 1234 estalló un conflicto entre el rey Fernando III y dos de sus principales magnates, Álvaro Pérez de Castro y Lope Díaz II de Haro, señor de Vizcaya, pues este último se había sentido ofendido por el rey durante el asedio de Úbeda. Por ello, y sin contar con el beneplácito del monarca, que era tío de las hijas de Lope Díaz II de Haro, pues la esposa de este último, Urraca Alfonso de León, era hermanastra del rey, Álvaro Pérez de Castro contrajo matrimonio con Mencía López de Haro, hija del magnate agraviado por el rey, lo que provocó que el soberano despojase a Álvaro Pérez de Castro de las tenencias y tierras que le habían sido concedidas por la Corona, aunque el conflicto se resolvió mediante la resolución arbitral en la que intervinieron las reinas Berenguela de Castilla y Beatriz de Suabia, madre y esposa respectivamente de Fernando III de Castilla.
Una vez solventada la disputa entre Fernando III y Álvaro Pérez de Castro, a quien el monarca había devuelto las propiedades que le habían sido confiscadas, entre ellas la tenencia de Andújar, de la que era alcaide Martín Gómez de Mijangos en nombre de Álvaro Pérez de Castro, Fernando III puso a este último al frente de una expedición cuyo objetivo era la tala y el saqueo de las tierras de los reinos de Jaén y de Arjona, aunque la expedición no se limitó a la devastación de las tierras del enemigo, ya que se conquistaron los castillos de Santisteban del Puerto y de Iznatoraf, que se rindieron a los cristianos sin apenas ofrecer resistencia.
En 1235 comenzó a hacerse los preparativos para la conquista de la ciudad de Córdoba, pues varios caballeros de Andújar capturaron un grupo de musulmanes, quienes les informaron de que las murallas de la ciudad de Córdoba no se hallaban bien vigiladas y de que sería fácil apoderarse de la ciudad y de la Axerquía por sorpresa. Por ello, los habitantes de Andújar comunicaron su plan a Álvaro Pérez de Castro, que se encontraba en Martos, al tiempo que los soldados cristianos decididos a apoderarse de Córdoba, aprovechando una noche oscura y de mal tiempo, probablemente a finales de diciembre de 1235, situaron sus escalas al pie de las murallas de Córdoba y eligieron de entre ellos a los que mejor hablaban árabe y los vistieron como musulmanes, y de ese modo consiguieron apoderarse, sin alertar a los cordobeses, de las torres que había hasta la Puerta de Martos y, al amanecer, los cristianos eran ya dueños de las torres, del muro y de la puerta de Martos, que abrieron a fin de dar paso a la caballería cristiana, que aguardaba fuera de la ciudad, lo que provocó la huida de la población musulmana de la Axerquía, que intentó refugiarse en la zona de la villa, al tiempo que los cristianos, en espera de refuerzos, comenzaron a atrincherarse, pues su inferioridad numérica era patente. Además enviaron mensajeros a Álvaro Pérez de Castro, que se hallaba en Martos, y otro a Fernando III de Castilla.
El primer socorro recibido por los cristianos que intentaban apoderarse de Córdoba fue el proporcionado por un mesnadero del rey, llamado Ordoño Álvarez, al tiempo que Álvaro Pérez de Castro acudía junto con sus tropas. Por su parte, el obispo de Baeza, Fray Domingo de Baeza, se éncaminó hacia Córdoba con sus tropas, y el obispo de Cuenca hizo lo propio con su mesnada. El 7 de febrero de 1236 llegó a Córdoba Fernando III, que había tenido noticias de lo que acontecía en Córdoba mientras se hallaba en el municipio zamorano de Benavente y, rápidamente, se puso en marcha hacia Córdoba con los caballeros que le acompañaban, al tiempo que cursaba órdenes para que los magnates, concejos, prelados y maestres de las Órdenes Militares reuniesen sus huestes y se dirigiesen a Córdoba, a fin de socorrer a los cristianos que se hallaban sitiados en la Axerquía.
Finalmente, después de un asedio de varios meses y perdidas las esperanzas de recibir ayuda, los cordobeses rindieron la ciudad a Fernando III de Castilla, con la condición de respetar las vidas de sus habitantes, que no deberían ser atacados mientras abandonaban el territorio. Las tropas de Fernando III hicieron su entrada en la ciudad de Córdoba el 29 de junio de 1236 y, mientras tanto, se enviaron mensajeros por todo el reino de Castilla a fin de que acudiesen cristianos para repoblar la ciudad, pero, según relatan las crónicas de la época:

...que luego las gentes, oydo el pregón desta çibdad, de todas las partes d´España pobladores a morar e poblar, e corrieron allí, así commo dize la estoria, commo a bodas de rrey. E tantos eran los que viníen que fallesçieron casas a los pobladores e non pobladores, ca más eran los moradores que non las casas…E la çibdat de Córdoua afortalada de moradores e de omnes de armas e puesta en rrecabdo de cómo se mantouiese, el rrey don Ferrando tornóse bienandante e onrrado a Toledo.

Desde que la ciudad de Córdoba fue conquistada numerosas localidades fueron conquistadas por los castellanos, mientras que otras les abrieron sus puertas, al tiempo que los cristianos organizaban expediciones de saqueo y devastación en la Andalucía musulmana.

### Representante de Fernando III en Córdoba y en los castillos de la frontera de Andalucía (1236-1239)
Después de la conquista de la ciudad de Córdoba, Álvaro Pérez de Castro siguió estando al frente de toda la frontera de Andalucía como representante del rey en la ciudad de Córdoba y en las fortalezas de la frontera, aunque la tenencia de Córdoba fue concedida a Tello Alfonso de Meneses, siendo el cometido de Álvaro Pérez de Castro de carácter militar en su mayor parte, lo que ha llevado a varios historiadores a considerarle el primer adelantado mayor de la frontera de Andalucía, pues sus competencias eran análogas, aunque nunca recibió oficialmente dicho título, que no fue creado hasta el reinado de Alfonso X.
La Primera Crónica General, compuesta durante el reinado de Alfonso X de Castilla, describe las responsabilidades y atribuciones de Álvaro Pérez de Castro en la frontera de Andalucía de un modo similar al utilizado en la Partida II del Código de las Siete Partidas para describir las funciones del representante del monarca en la frontera, correspondiéndose esto último con las atribuciones propias de un adelantado de la Frontera. En 1237 Álvaro Pérez de Castro vendió a su segunda esposa, Mencía López de Haro, su villa de Paredes de Nava y toda su heredad en el reino de León por 15.000 maravedís.
En 1238 se produjo una hambruna en la ciudad de Córdoba, provocada por la sobrepoblación de la ciudad, a la que habían acudido demasiados habitantes en espera de poder establecerse en ella, y también como consecuencia de las destrucciones ocasionadas por la guerra y por el abandono de las tareas agrícolas en la zona, cuyos campos se hallaban sin cultivar. Por ello, Álvaro Pérez de Castro acudió a entrevistarse con el rey, a fin de que este último dispusiese medidas para socorrer a la población cordobesa, a lo que accedió el rey, disponiendo el envío de caudales de su tesoro, así como granos y provisiones, que deberían ser distribuidos a la población por Álvaro Pérez de Castro, a quien el rey concedió nuevos poderes.
El 15 de mayo de 1239 Álvaro Pérez de Castro, vendió a la Orden de Calatrava y a su maestre Gonzalo Ibáñez la villa de Paredes de Nava por 7000 maravedíes, con la condición de mantener la tenencia vitalicia de la villa y la posibilidad de que sus hijos, que aún no había tenido, la recuperasen si devolvían esa cantidad al cumplir los 14 años de edad.
Álvaro Pérez de Castro falleció en el municipio toledano de Orgaz en el año 1240, cuando se dirigía hacia Andalucía, después de haber conferenciado en el municipio segoviano de Ayllón con Fernando III de Castilla.
Tras la defunción de Álvaro Pérez de Castro, Fernando III se dirigió a Andalucía a fin de evitar que cundiera el desánimo entre las tropas castellanas allí acuarteladas, que habían perdido a su comandante, al tiempo que recompensaba a los que en el pasado se habían destacado en la conquista de dicha ciudad, y procedió además a realizar varias expediciones de saqueo y conquista, consiguiendo con ello que durante la campaña de ese año cayeran en sus manos, entre otras, las ciudades de Osuna, Marchena, Porcuna y Montoro.

## Sepultura
Álvaro Pérez de Castro fue sepultado en el monasterio de Santa María de Valbuena, donde había recibido sepultura su padre, Pedro Fernández de Castro el Castellano. En el mismo monasterio fue sepultada posteriormente Elo Pérez de Castro, hermana de Álvaro Pérez de Castro.

## Matrimonios
Contrajo matrimonio por primera vez, antes de 1224, con Aurembiaix de Urgel, hija del conde Armengol VIII de Urgel, pero su matrimonio fue anulado en el año 1228. Posteriormente, se casó por segunda vez en el año 1234 con Mencía López de Haro, futura reina de Portugal e hija de Lope Díaz II de Haro, señor de Vizcaya, y de su esposa Urraca Alfonso de León, hija de Alfonso IX de León. Álvaro Pérez de Castro falleció sin haber dejado descendencia de ninguno de sus dos matrimonios.
| Predecesor: Pedro Fernández de Castro el Castellano | Señor de la Casa de Castro 1214 - 1240 | Sucesor: Elo Pérez de Castro        |
| Predecesor: Fernando Fernández de Cabrera           | Mayordomo mayor del rey 1223           | Sucesor: Pedro de Portugal          |
| Predecesor: Gonzalo Núñez II de Lara                | Alférez del rey 1221                   | Sucesor: Fernando Gutiérrez         |
| Predecesor: Fernando Gutiérrez                      | Alférez del rey 1221 - 1222            | Sucesor: Martín Sánchez de Portugal |